# Croácia nos Jogos Olímpicos de Verão de 2004
A Croácia competiu nos Jogos Olímpicos de Verão de 2004, em Atenas, na Grécia.

## Medalhas
| Atleta        | Esporte | Evento               | Medalha |
| ------------- | ------- | -------------------- | ------- |
| Duje Draganja | Natação | 50 m livre masculino | Prata   |

### Ouro
- Handebol - masculino: Ivano Balić, Davor Dominiković, Mirza Džomba, Slavko Goluža, Nikša Kaleb, Blaženko Lacković, Venio Losert, Valter Matošević, Petar Metličić, Vlado Šola, Denis Špoljarić, Goran Šprem, Igor Vori, Drago Vuković e Vedran Zrnić.

### Prata
- Remo - Dois sem masculino: Siniša Skelin e Nikša Skelin

### Bronze
- Tênis - Duplas masculino: Mario Ančić e Ivan Ljubičić
- Levantamento de Peso - Leve masculino (até 69 kg): Nikolay Pechalov

## Desempenho

### Natação
Masculino
| Atleta(s)     | Evento       | Eliminatórias | Eliminatórias | Semifinal | Semifinal | Final       | Final            |
| Atleta(s)     | Evento       | Tempo         | Posição       | Tempo     | Posição   | Tempo       | Posição          |
| ------------- | ------------ | ------------- | ------------- | --------- | --------- | ----------- | ---------------- |
| Duje Draganja | 50 m livre   | 22s28         | 5º Q          | 22s19     | 8º Q      | 21s94       | Medalha de prata |
| Nenad Buljan  | 400 m livre  | 4min02s76     | 37º           |           |           | Não avançou | Não avançou      |
| Nenad Buljan  | 1500 m livre | 15min56s54    | 29º           |           |           | Não avançou | Não avançou      |